# Apatanis

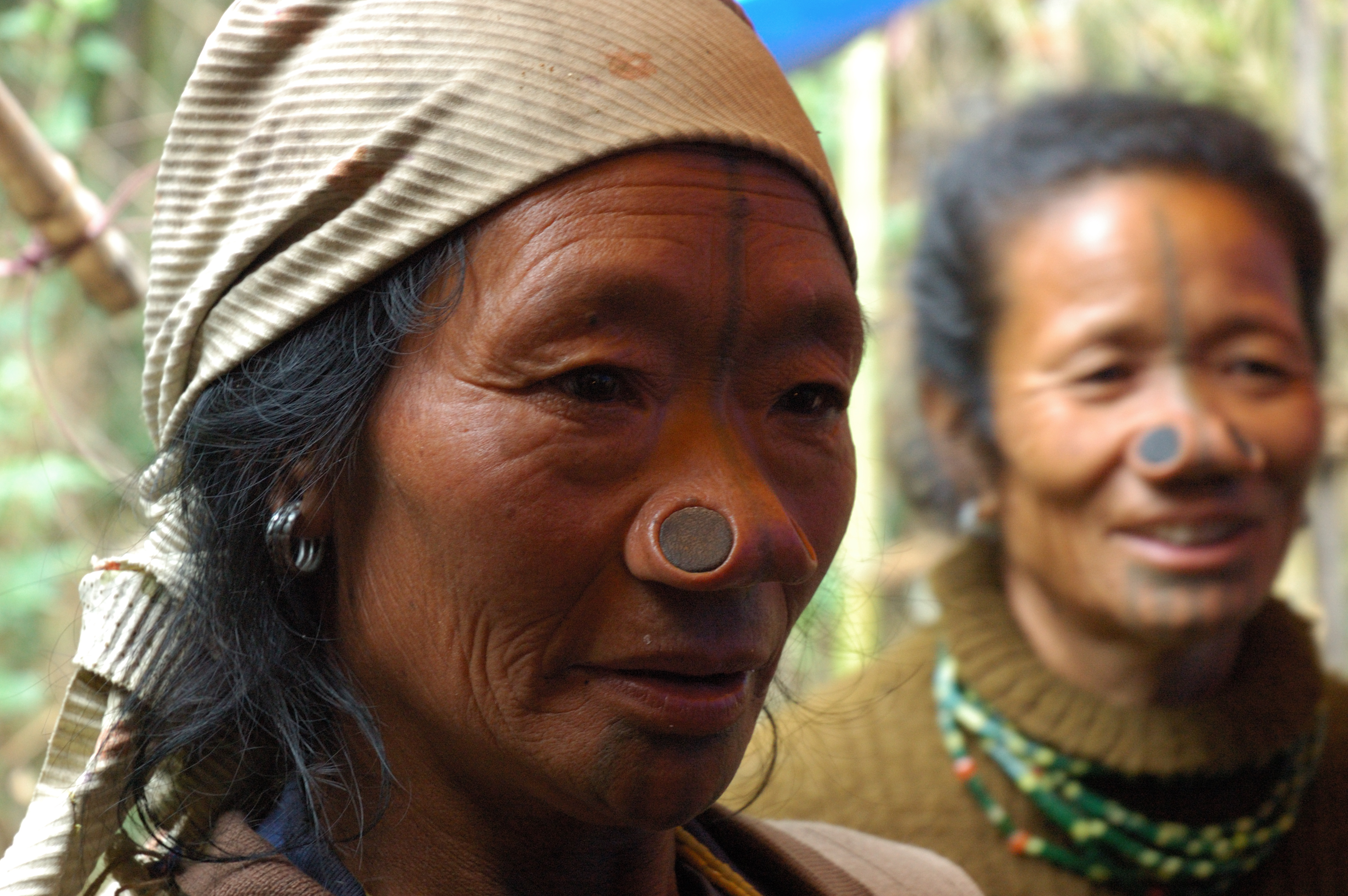
Mulheres apatanis durante a celebração de casamento na vila de Hija, na localidade de Ziro, Arunachal Pradesh, Índia.

Os apatanis, também conhecidos como Apa Tani, ou Tanii, são um grupo tribal de aproximadamente 26.000 pessoas em Ziro, no planalto de Apatani no distrito de Baixo Subansiri, no distrito de Arunachal Pradesh, na Índia. Muits apatanis, no entanto, vivem atualmente fora deste planalto, formando uma população total de 60.000 em todo o território. Falam um idioma pertencente à família linguística sino-tibetana (ver línguas tani).

## História

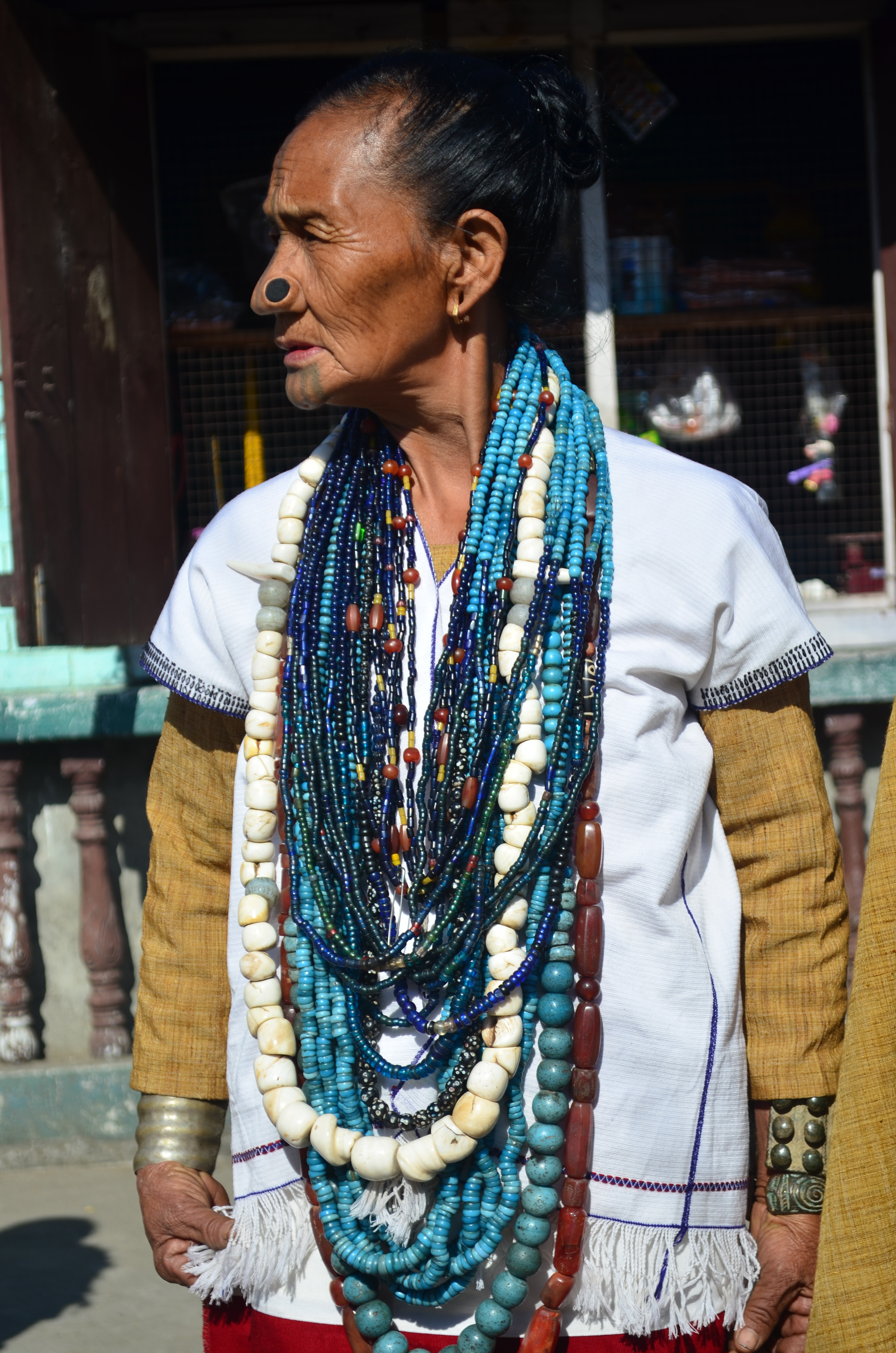
Uma Mulher Apatani em um traje tradicional durante o Festival do Muting

Não existem registros escritos da história da tribo Apatani, mas durante a sua história os apatanis sempre tiveram um sistema democrático de administração de sua sociedade. O conselho da vila é conhecido como o Bulyang.
Um dos seus registros orais conta sobre a sua migração do extremo norte das áreas de Subansiri e Siang, em Arunachal Pradesh, ao longo dos rios Kurung e Kiimey. Esses registros orais são geralmente apresentados na forma de contos, como o miji e migung. Esses registros, em muitas ocasiões, são apoiados por marcos que ainda existem nos caminhos migratórios dos apatanis. Na pequena vila de Yangte, no distrito de Kurung Kumey, por exemplo, fica uma pedra perto da qual os apatanis organizaram uma competição de salto em altura no seu caminho ao hábitat de hoje em dia. Esses registros orais, portanto, têm substância, porém precisam ser corroborados por evidências antropológicas e científicas.
O miji é uma coleção de cantos religiosos realizados por sacerdotes que presidem nos sacrifícios de mithuns (gauros domesticados), vacas, frangos e porcos durante vários rituais. Uma canção religiosa, que pode durar de dez minutos a doze horas, acompanha todos esses rituais, que descrevem as interações anteriores com os espíritos ou deuses; conhecida localmente como wui, seu conteúdo normalmente explica a origem dos mitos. Já o migung é mais realista; é narrado em prosa, e as histórias narradas nele explicam as origens do povo Apatani.
Esses contos populares incluem locais lendários, e também eventos recentes. Tanto os cantos rituais quanto as narrações em prosa falam de Abotani, que é tido como o ancestral original dos apatanis e das outras tribos na região central de Arunachal Pradesh. Essas tribos formam o grupo Tani, que compreende os apatanis, os nyishis, os sulungs ou puroiks, os miris, os tagins, os adis e os mishmis.
O primeiro contato com os europeus ocorreu em 1897, quando os oficiais do Império Britânico passaram dois dias no vale; seis visitas igualmente breves foram organizadas entre as décadas de 1920 e 1930. Em 1944, após um posto avançado de governo ter sido estabelecido por um antropólogo-administrador, os apatanis fizeram contato com presença mínima de governo pela primeira vez. Quando um segundo posto avançado, permanente, foi construído pelos Fuzileiros de Assam, em 1948, estacionados ali para proteger o território, os apatanis atacaram. O oficial em comando retaliou incendiando duas de suas aldeias.

## Religião

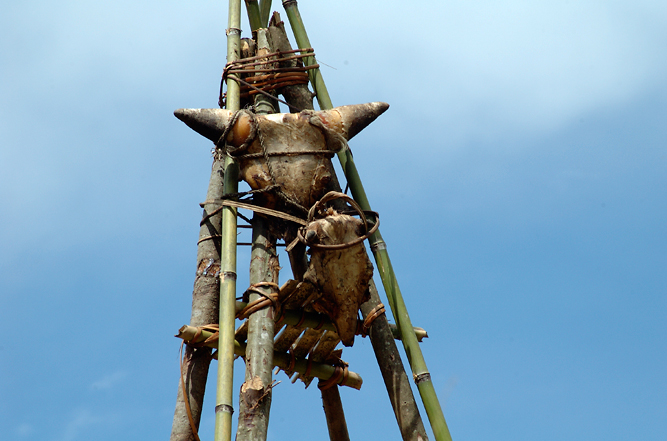
Crânios de animais sacrificados, penduradas sobre a sepultura (biyu) de um homem apatani em Ziro. Sacrifícios de animais, bem como ritos especiais, são executados na ocasião da morte de entes queridos.

A maioria dos apatanis são seguidores leais do Danyi-Piilo, fé que venera o Sol (Ayo Danyii) e a Lua (Atoh Piilo). Abotani é reverenciado como ancestral único de todos os apatanis, e das outras tribos nas regiões vizinhas. Quando um infortúnio acontece, os apatanis acreditam que ele foi causado por espíritos malignos, e, por isso, tratam de apaziguá-los por meio do sacrifício de galinhas, vacas e outros animais domésticos. Myoko, o festival de amizade e prosperidade, é celebrado grandiosamente por todo o mês de março, todos os anos. O Dree, celebrado em julho, é o principal festival agrícola dos apatanis.

## Vestuário

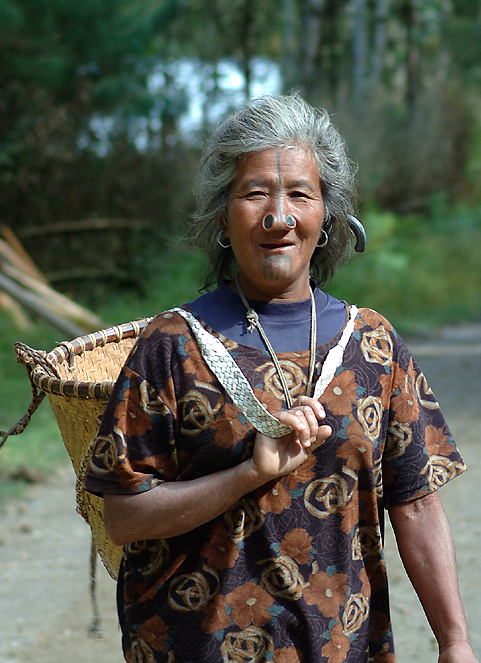
Mulher apatani com cesto

O vestuário dos apatanis é elaborado e colorido, mas mesmo assim simples em estilo. Tatuagens e o uso de alargadores no nariz (yaping hullo) eram práticas populares entre as mulheres, embora essas práticas tenham gradualmente caído em declínio nos últimos anos. Se acredita que essa prática tenha começado porque as mulheres queriam parecer pouco atraentes para os homens de tribos vizinhas. As mulheres Apatani eram consideradas as mais bonitas entre todas as tribos de Arunachal. Membros mais jovens dessa comunidade pararam com essa prática tradicional.
Tradicionalmente, os homens amarram seus cabelos com um nó pouco acima da testa (chamado localmente de piiding), utilizando-se de um bastão de latão (piiding khotu), que mede cerca de 30 centímetros e é inserido horizontalmente. Cintas feitas de finas faixas de cana-de-açúcar, pintadas de vermelho (yari) também são vestidas. Os homens também tatuam (tiippe) o queixo, fazendo uma forma de 'T' abaixo do lábio inferior. As mulheres tatuam-se a si próprias, fazendo linhas azuis largas, da testa até a ponta do nariz, e cinco listas verticais abaixo do lábio inferior, no queixo. Também enrolam suas tranças numa espécie de bola (dilling), no topo de sua cabeça; um espeto de latão (ading akh) é então inserido horizontalmente.

## Costumes e estilo de vida
Os Apatani traçam a sua origem patrilinearmente. O status do homem é considerado superior ao da mulher, mas ambos os sexos dividem responsabilidades na casa e na família.
As mulheres apatanis executam as tarefas domésticas de colher legumes selvagens e cultivados, cozinhar, buscar água, pilar arroz, limpar as casas, lavar roupa e utensílios, cuidar dos bebês e das crianças, fiar algodão e coser as roupas, e outras tarefas relacionadas à casa. No campo, as mulheres apatanis executam tarefas que incluem jardinagem, semeadura, transplantar o arroz com casca e o milhete, retirar as ervas-daninhas, e outras atividades. Em casa, a renda interna da família é controlada pela mulher. Mas o homem também tem a sua parte do dever em cuidar das atividades de cultivo, e age como o chefe da família na sociedade.
O seu sistema de cultivo de arroz e de agricultura são extensos, mesmo sem o uso de animais ou máquinas. Isso também vale para o seu sistema de silvicultura sustentável. A UNESCO está considerando nomear o vale Apatani como um Patrimônio Mundial pela sua "produtividade extremamente alta" e modo "único" de preservar a ecologia. Em julho, o festival agrícola de Dree é celebrado com orações por uma boa colheita e pela prosperidade de toda a humanidade. Pakhu-Itu, Daminda, dança Pree etc. são as principais atividades culturais realizadas no festival Dree.

## Bulyang
Bulyang é o conselho tradicional dos apatanis. Existem três categorias de Bulyang: Akha Bulyang, Yapa Bulyang e Ajang Bulyang. A instituição ainda existe, mas as suas funções foram diluídas por outras instituições semelhantes como Gaon Buras e Panchayati Raj.

## Agricultura
Os apatanis são conhecidos pelo cuidado meticuloso que têm com seus campos agrícolas. De fato, costuma-se dizer que eles têm cuidados excessivos com  seus campos; depois dos transplantes dos brotos, por exemplo, repetem três ciclos de remoção das ervas-daninhas antes de colher o arroz, para assegurar-se de que os campos estejam sempre limpos. A cultura dos campos de arroz habitados por peixes é uma prática única, que aumenta a sustentabilidade ecológica.
Os apatanis, que habitam o vale de Ziro, são a única tribo que pratica o cultivo inundado de arroz. As tribos das regiões cercantes - nyishis, miris das montanhas, tagins e adis - praticam agricultura itinerante.

## Os apatanis atualmente
Muito da informação que concerne os apatanis atualmente disponível em livros ou na Internet é conhecida por ser bastante desatualizada. É geralmente baseada em observações feitas pelo professor Christopher von Fürer-Haimendorf na década de 1940.
Os apatanis incorporaram muitas características do mundo moderno, mas a cultura e costumes tradicionais ainda mantêm o seu significado. Muitos deles são funcionários públicos com cargos elevados, médicos e engenheiros e estão trabalhando longe das suas vilas nativas na região de Ziro. Ainda assim, eles fazem questão de retornar às suas vilas durante festivais importantes, notavelmente Myoko em março e Murung em janeiro de todo o ano. Dree, outro festival importante dos apatanis, é celebrado em todas as grandes vilas de Arunachal Pradesh e em algumas cidades fora do estado. Como em qualquer outro país em desenvolvimento, os adolescentes foram influenciados pela cultura ocidental, mas os estilos de vida tradicionais ainda são mantidos.